# Italiensk sparv
Italiensk sparv (Passer italiae) är en tätting i familjen sparvfinkar som förekommer huvudsakligen i Italien och närliggande områden. Dess taxonomi har varit mycket omdiskuterad och har först nyligen allmänt accepterats som en fullgod art.

## Utseende
Italiensk sparv är en medelstor sparvfink, 14–16 centimeter lång och ett mellanting mellan spansk sparv och gråsparv i utseendet. Huvudet är tecknat som en spansk sparv med kastanjefärgad hätta och halssidor och vita kinder. Undersidan är blekgrå som hos gråsparven och saknar den spanska sparvens grova svarta fläckar. Honan är mycket svår att skilja från de andra arterna.

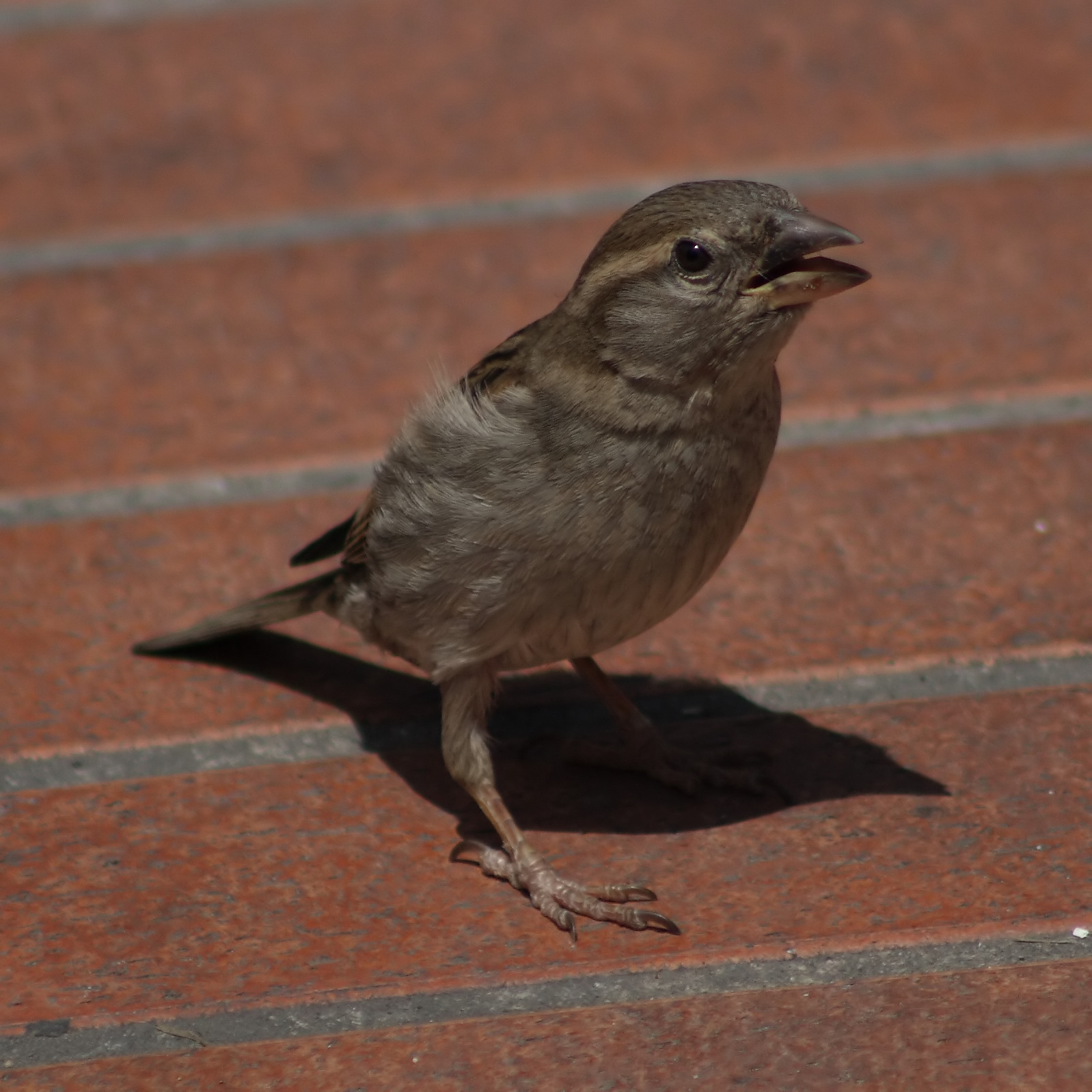
Hona.

## Läten
Lätena från italiensk sparv kan vanligen inte skiljas från gråsparvens.

## Utbredning och systematik
Fågeln förekommer på italienska halvön, Korsika, Sicilien och Kreta. Dess taxonomiska ställning har varit mycket omdiskuterad. Tidigare ansågs den vara antingen underart till gråsparv (P. domesticus), spansk sparv (P. hispaniolensis) eller en hybridform mellan de båda. Studier från 2011 visar faktiskt att italiae troligen uppstod genom hybridisering, men att den är reproduktivt isolerad från båda arter. Efter det betraktas nu italiensk sparv allt oftare som egen art.

## Ekologi
Italiensk sparv förekommer liksom gråsparv nära människan i byar, städer och jordbruksområden. I de flesta städer i Italien delar den miljöer med pilfinken. Den lever av frön men också insekter. Äggen är identiska med gråsparvens. Den lägger två till åtta ägg, i genomsnitt 5,2.

## Status och hot
Italienska sparven minskar kraftigt i antal, av oklar anledning. Internationella naturvårdsunionen IUCN kategoriserar därför sedan 2017 arten som sårbar (VU). Världspopulationen uppskattas till mellan 4,2 och 6,9 miljoner par.